# Clindamycin/tretinoin
Thuốc kết hợp clindamycin/tretinoin là một phương pháp điều trị mụn trứng cá tại chỗ. Nó kết hợp clindamycin phosphate (1,2%), một loại kháng sinh và tretinoin (0,025%), một retinoid. Nó có các ống 2, 30 và 60 gram và nên được bảo quản ở 25 °C (77 °F), với ống được đóng chặt khỏi ánh sáng. Tác dụng phụ có thể bao gồm bong tróc, đỏ, khô, ngứa và nhạy cảm ánh sáng. Ngoài ra, clindamycin tại chỗ hiếm khi có thể gây tiêu chảy hoặc viêm đại tràng. Phơi nắng trong khi sử dụng chế phẩm này có thể gây kích ứng da.

## Trích dẫn
1. ↑  "Ziana Gel". Truy cập ngày 16 tháng 11 năm 2008.
2. ↑  "ZIANA Prescribing Information" (PDF). Bản gốc (PDF) lưu trữ ngày 17 tháng 6 năm 2007. Truy cập ngày 15 tháng 11 năm 2008.